# Polemon von Laodikeia

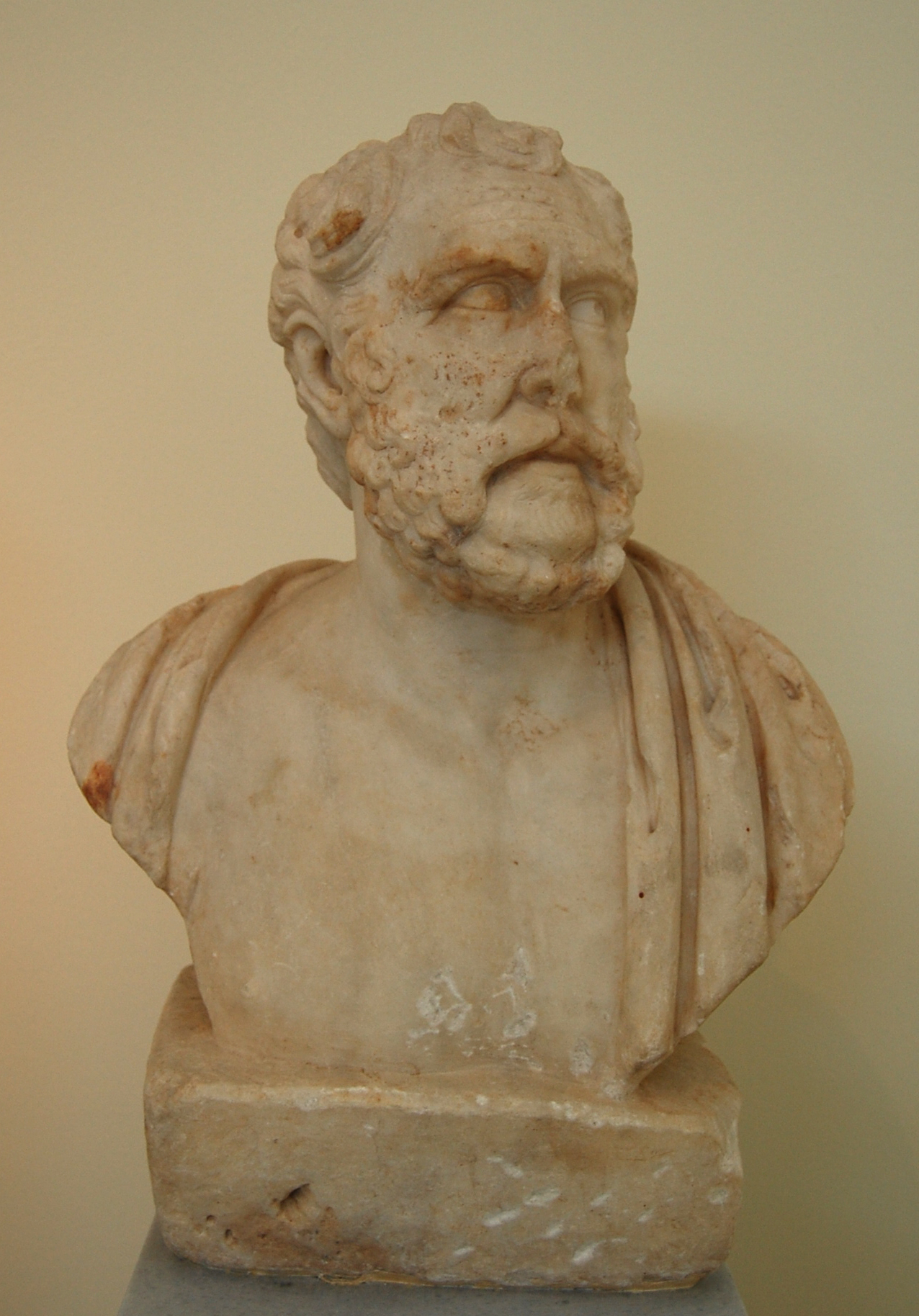
Polemon von Laodikeia

Polemon von Laodikeia (lateinisch Marcus Antonius Polemo) war ein Sophist und Rhetor im 2. Jahrhundert. Er stammte aus Laodikeia am Lykos, stand in Smyrna einer der blühendsten, aus allen Gegenden der hellenischen Welt besuchten Rhetorenschulen vor und gilt als Vertreter der „Zweiten Sophistik“. Er starb unter Mark Aurel im Alter von etwa 56 Jahren durch freiwilligen Hungertod aus Kummer über ein Nervenleiden, durch das er sich an der Ausübung seiner Kunst behindert sah.
Polemon genoss bei seinen Zeitgenossen ein außerordentliches Ansehen und wurde auch von den Kaisern, unter denen er lebte, Trajan, Hadrian und Mark Aurel, mit Auszeichnungen überhäuft. Er galt namentlich als Meister der improvisierten Rede. Erhalten haben sich von seinen Schriften zwei Deklamationen („Logoi epitaphioi [Λογοι επιταφιοι]“, Leichenreden auf Helden von Marathon), die zuletzt von Stefec (2016) herausgegeben wurden.

## Textausgaben und Übersetzungen
- William W. Reader: The severed hand and the upright corpse: the Declamations of Marcus Antonius Polemo (in collaboration with Anthony J. Chvála-Smith). Scholars Press, Atlanta 1996, ISBN 978-0-19-983747-2. (Englische Übersetzung)
- Rudolf S. Stefec: Flavii Philostrati Vitae Sophistarum. Oxford University Press, Oxford 2016, ISBN 978-0-19-872370-7 (Textkritische Ausgabe der Sophistenbiographien Philostrats mit den beiden Deklamationen Polemons im Anhang).